# El Siete Leguas
El corrido del Siete Leguas, El Siete Leguas o simplemente Siete Leguas, es un corrido popular mexicano, considerado uno de los corridos más representativos de la Revolución Mexicana y al menos en su versión más popular y moderna, está atribuido a Graciela Olmos. El Siete Leguas está dedicado y menciona a uno de los caballos predilectos del líder revolucionario Pancho Villa, también al propio Villa y a otros motivos o imágenes características de ese periodo de la historia de México, con el error que no se trataba de un caballo, si no de una yegua.

## Historia u origen
El investigador Faustino Amado Aquino Sánchez del Museo Nacional de las Intervenciones administrado por el INAH, nos ofrece una versión de la anécdota a través de la cual podemos conocer la causa de la existencia del corrido, a continuación se presentan algunos fragmentos de dicha anécdota: 

"Durante la ocupación de la Ciudad de México por las tropas Villistas a finales de 1914, el general Pancho Villa ordenó que todos los caballos fueran presentados en su cuartel general para elegir a los mejores. Entre ellos le gustó una yegua de media sangre árabe que cruzó con un caballo de pura raza árabe, propiedad de la Escuela de Agricultura. De este cruce nació una yegua a la que Villa llamó Muñeca... ...Años después (la fecha exacta se desconoce), durante el último periodo de su vida militar como guerrillero (1917- 1920), el general Villa permanecía escondido en una cueva cerca del Valle de Allende, Chihuahua, cuando un guardia llegó para avisarle que una columna del gobierno se acercaba con intenciones de rodear la cueva. Villa montó a la Muñeca mientras sus hombres abrían fuego y con ella salió a galope tendido... ...tomó por una vereda que lo condujo a una ranchería, donde se topó con tres soldados... ...uno de ellos, pistola en mano, le marcó el alto y se le puso enfrente para asustar a la yegua: Villa picó espuelas y el soldado hizo fuego a quemarropa, pero la yegua lo arrolló y siguió corriendo por cinco o seis kilómetros más hasta llegar a la fábrica de Talamantes, donde un anciano encargado de cuidar el edificio recibió al general y le ayudó a curar a su yegua, que había recibido el balazo en el pecho. 
Esa noche, mientras descansaba y cenaba en compañía del anciano, el general le dijo que si la yegua se salvaba, en adelante la llamaría Siete Leguas, pues esa había sido la distancia que...(Muñeca o posteriormente Siete Leguas) ...había corrido para salvar a su dueño.

Existen versiones algo distintas de la anterior anécdota, pero es verosímil que su cabalgadura, haya sido nombrada "Siete Leguas" por su buen servicio. Alguna de las fuentes, menciona que algunos versos o alguna canción fue compuesta por participantes de la revolución mexicana, que hoy se desconocen, pero que inspiraron la versión de Graciela Olmos, quien fuera soldadera en dicho periodo. Las fuentes aquí propuestas no mencionan la fecha aproximada de la composición del corrido, pero alguna de ellas menciona que fue en Tampico, Tamaulipas, donde Graciela lo compuso, ya que después de la revolución, Graciela Olmos vive una etapa donde contrabandeó licor hacia los Estados Unidos, pero al concluir dicha etapa y regresar a México, se establece por un tiempo en aquella ciudad, fundando o participando en una compañía artística. Al parecer, debido a esta empresa, alrededor de 1929 conoce a Ruth Delorche de quien en aquel tiempo se decía, era amante de Plutarco Elías Calles. En una ocasión, en una fiesta ofrecida por el general Calles en Cuernavaca, Morelos con parte de la alta jerarquía del estamento militar, Graciela Olmos estrena su composición o su versión del corrido "El Siete Leguas".

## Letra e interpretaciones
Existen algunas variantes en la letra de este corrido, aunque la mayoría guarda unidad y prácticamente el mismo número de estrofas y versos. Cinco estrofas de seis versos octosílabos es la presentación más frecuente de este corrido o canción. Está cantada desde la perspectiva de un testigo, en donde solo la primera estrofa menciona a "Siete Leguas": 

-1a-
Siete Leguas el caballo
 que Villa más estimaba
 Cuando oía silbar los trenes
 se paraba y relinchaba
...

 Los dos últimos versos de la primera estrofa, repiten los dos primeros, con diferente entonación. Así también en la segunda y tercera estrofas; los dos versos de inicio, son también los dos versos finales: 

-2a-
En la estación de Irapuato
 cantaban los horizontes
 allí combatió formal
 la brigada Bracamontes
...

-3a-
Como a las tres de la tarde
silbó la locomotora
 arriba arriba muchachos
 pongan la ametralladora
...

En la cuarta estrofa, quien canta interpela directamente al general Villa: 

-4a-
¡Oye tú, Francisco Villa!
 ¡qué dice tu corazón!
...

 Y en la última estrofa se despide quien canta, pero introduce en los últimos cuatro versos al general Villa, repitiendo el tercer verso en el quinto, enfatizando la presencia del héroe que viene a reivindicar al pueblo, a cambiarlo todo 

-5a-
...
 ya vino Francisco Villa
 ¡a quitarles lo pantera!
...
¡a devolver la frontera!

 En las distintas interpretaciones, el orden de las estrofas de la segunda a la cuarta suelen variar, pero la primera y última estrofas se mantienen en prácticamente todas las versiones.
De las distintas interpretaciones, una de las primeras grabadas fue la de Pedro Infante el 19 de marzo de 1953. La mayoría de la interpretaciones son de cantantes mexicanos, aunque de fama internacional, como por ejemplo: Antonio Aguilar, Chayito Valdez, Francisco “El Charro” Avitia, Ignacio López Tarso, Lola Beltrán, Las Jilguerillas, Los Alegres de Terán, Los Hermanos Záizar, Lucero, Lucha Moreno, Lucha Villa, Luis Aguilar, Vicente Fernández y Yolanda del Río.